# Sito paleolitico di Atella
Il Sito paleolitico di Atella è un sito archeologico paleolitico nel territorio del comune di Atella, in Basilicata.

## Descrizione
Il sito si trovava sulle rive di un lago preistorico ora scomparso, dove sono stati ritrovati numerosi resti faunistici, soprattutto di Elephas antiquus, risalenti ad un periodo compreso tra 600 000 ed i 550 000 anni dal presente, nel periodo dell'acheuleano inferiore.  
Si trattava, molto probabilmente di un sito di caccia, ovvero di un luogo adatto alla caccia di grandi mammiferi, che venendo ad abbeverarsi alle acque del lago,  erano cacciati da gruppi di ominidi. In particolare gli studiosi hanno ricostruito la scena di caccia di uno di questi elefanti, portato ad impantanarsi sui fondali melmosi del lago, lasciato morire di fame, e quindi scarnificato sul posto.
Di particolare interesse anche l'industria litica ritrovata nel sito, molto particolare in gran parte realizzato in radiolarite porosa, una pietra molto leggera, inadatta ad essere utilizzata come strumento di caccia; pertanto si ipotizza che sia stata utilizzata come strumento per scarnificare le prede.

### Annotazioni
1. ↑  Se inizialmente ci si riferiva a questi come ad individui della specie Homo erectus, i più recenti studi paleontologici limitano l'area dell'H. Erectus al sud-est asiatico, riferendosi ai coevi esemplari europei come individui della specie Homo heidelbergensis o, più raramente, come Homo antecessor

### Riferimenti
1. 1 2 3   Sito paleolitico di Atella, su parcovulture.it. URL consultato il 2 agosto 2025.
2. ↑   Claudia Abruzzese, Daniele Aureli e Roxane Rocca, Assessment of the Acheulean in Southern Italy: New study on the Atella site (Basilicata, Italy), in Quaternary International, vol. 393, 30 gennaio 2016,  pp. 158–168, DOI:10.1016/j.quaint.2015.06.005. URL consultato il 3 agosto 2025.
3. ↑   Top 3 siti preistorici in Basilicata | Visititaly.eu, su https://www.visititaly.eu/it/luoghi-e-itinerari/top-3-siti-preistorici-in-basilicata. URL consultato il 3 agosto 2025.
4. ↑   Sito paleolitico, su Comune di Atella. URL consultato il 3 agosto 2025.